# Ратланд (Вермонт)
Ратланд (енгл. Rutland) град је у америчкој савезној држави Вермонт.

## Демографија
По попису из 2010. године број становника је 16.495, што је 797 (-4,6%) становника мање него 2000. године.
| Група             | 2000.          | 2010.          |
| Белци             | 16.796 (97,1%) | 15.670 (95,0%) |
| Афроамериканци    | 76 (0,4%)      | 135 (0,8%)     |
| Азијати           | 74 (0,4%)      | 127 (0,8%)     |
| Хиспаноамериканци | 156 (0,9%)     | 250 (1,5%)     |
| Укупно            | 17.292         | 16.495         |